# Manhac

Manhac este o comună în departamentul Aveyron din sudul Franței. În 1 ianuarie 2022 avea o populație de 873 de locuitori.